# José María Fenollera Ibáñez

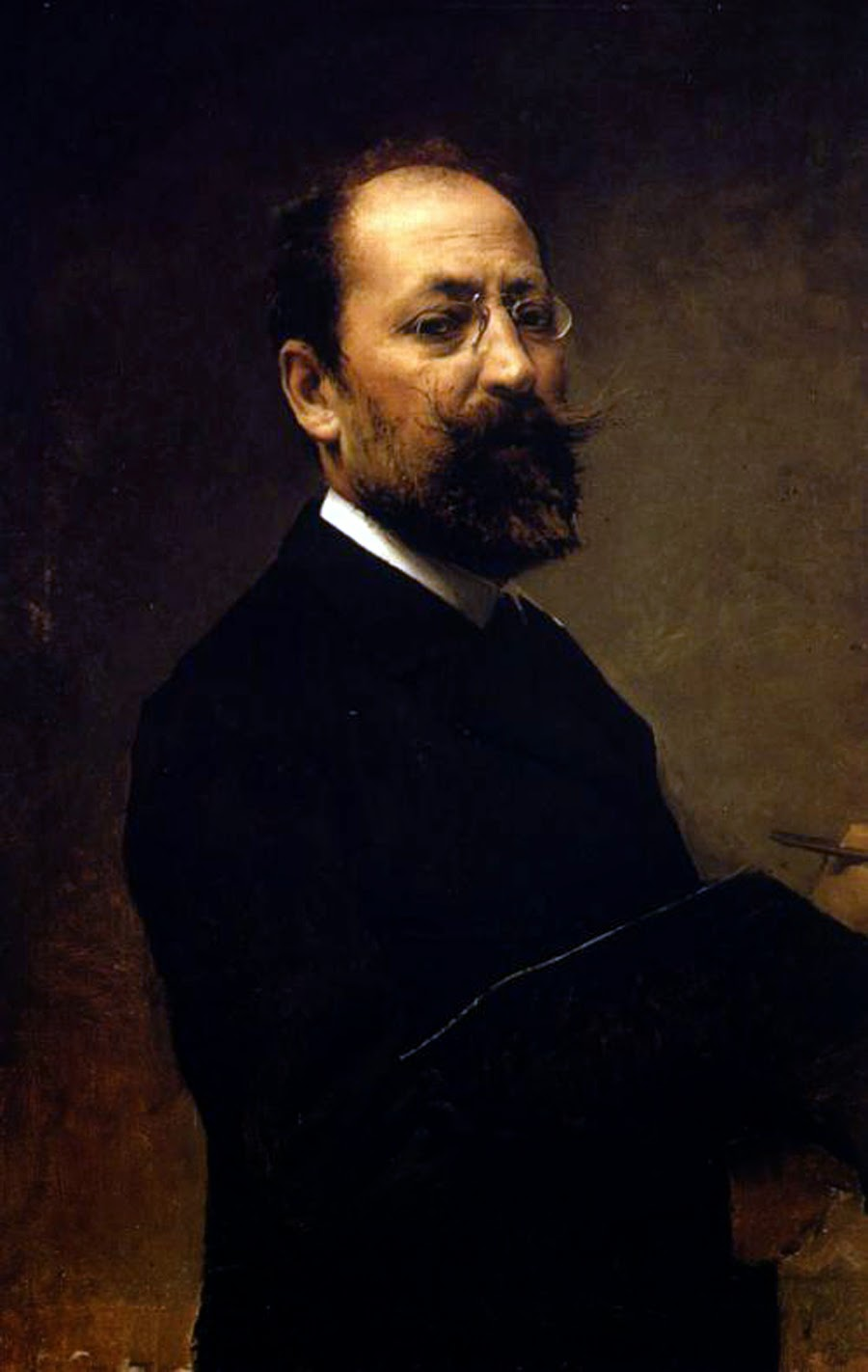
José María Fenollera Ibáñez

José María Fenollera Ibáñez (* 10. Dezember 1851 in Valencia; † 6. Dezember 1918 in Santiago de Compostela) war ein spanischer Maler.
Er absolvierte die Escuela de Bellas Artes de San Carlos in Valencia und reiste 1872 mit einem Stipendium seiner Heimatstadt nach Rom, wo er fünf Jahre verbrachte. In der Folge lebte der Künstler einige Jahre in Paris und erlernte die Technik der Photogravur. Danach ließ er sich in Madrid nieder, wo er unter anderem Vorlagen für die königliche Tapisserienfabrik entwarf und gemeinsam mit Emilio Sala Francés an der Ausgestaltung des legendären Café de Fornos mitwirkte. Ab 1887 lebte er in Santiago de Compostela. Als Professor an der dortigen Kunstakademie trat der Künstler in engen Kontakt mit der intellektuellen Aufbruchsbewegung im Bereich Galiciens und dem Regionalismus. Fenollera wurde zum gesuchten Porträtisten der Oberschicht von Santigo de Compostela.